# Macroglossum passalus
Macroglossum passalus är en fjärilsart som beskrevs av Walker 1856. Macroglossum passalus ingår i släktet Macroglossum och familjen svärmare. Inga underarter finns listade i Catalogue of Life.